# ديد أور ألايف إكستريم 3
ديد أور ألايف إكستريم 3 (Dead or Alive Xtreme 3) هي لعبة فيديو رياضية تعمل على جهاز البلايستيشن 4.

## وصلات خارجية
- ديد أور ألايف إكستريم 3 على موقع IMDb (الإنجليزية)